# Districtul Merahna
Merahna este un district din provincia Souk Ahras, Algeria.